# Francesc Carrasco Escoda
Francesc Carrasco Escoda († 7 de març de 2013), més conegut com Paco Carrasco Escoda va ser un editor i empresari del sector audiovisual valencià.
Lligat al món empresarial relacionat amb l'activitat cinematogràfica, durant la transició espanyola va ser fundador i Director-Gerent de la revista Valencia Semanal, junt amb Amadeu Fabregat i Ernest Sena, tota una fita en la història de la comunicació valenciana i que es va publicar entre desembre de 1977 i juliol de 1980. El 1984 i 1985 fou director de la V i VI edició de la Mostra de València-Cinema del Mediterrani. Durant el seu mandat va crear un certamen comercial dels països del mediterrani, mitjançant un acord de col·laboració entre la Fira Internacional de València i la Mostra de Cinema del Mediterrani. També fou Director General de Levante de Fujitsu España i treballà com a assessor del grup municipal del PSPV-PSOE a València. El 2005 va posar en marxa el Cicle de Cinema Social i Polític Valencià enmig dels Premis Tirant.